# Königshöhle
Die Königshöhle (lokal auch Zwergenhöhle oder Rauchstall genannt) ist eine  25 m tiefe Höhle in der Gemeinde Baden in Niederösterreich. Sie ist der namensgebende Fundplatz für die neolithische Badener Kultur in Österreich. Westlich von Baden, erhebt sich am Eingang des Helenentals der Hügel mit der Burgruine Rauheneck. Zwischen dem Rauhenecker Plateau und dem nordwestlich gelegenen kleinen Lindenkogel liegt das schmale Wolfstal. Fast am Ende dieses Einschnittes liegt am Nordwesthang unter dem Plateau und unterhalb eines Kalkfelsens in etwa 350 m Höhe die Königshöhle, die man durch ein 16 m breites und 3 m hohes Portal betritt. Unter einem Fenster von vier Metern Durchmesser in der Höhlendecke liegt ein mächtiger Versturzblock.

## Geschichte
Oswald Menghin (1888–1973) und Josef Bayer (1882–1931) betitelten in den 1920er Jahren das untersuchte Fundmaterial. Eine geschlossene Abhandlung zur Badener Kultur erfolgte jedoch erst im Jahre 1956 durch den Ungarn János Banner (1888–1971). Bei den Grabungen wurden in der untersten, gelblichen Sandschicht angeblich bearbeitete Knochen, Reste des Höhlenbären und Silices gefunden. Eine Zuweisung zum Paläolithikum ist nicht mehr beweisbar. Darüber lag eine mächtige Ascheschicht, in der sich unter anderem die jungneolithischen Keramiken der Badener Kultur fanden. Typisch sind amphorenartige Gefäße, flache Schüsseln mit abwechslungsreichen Verzierungen, darunter eine anthropomorphe Darstellung, Tassen und Krüge mit hochgezogenen Bandhenkeln und Zylinderhalsgefäße mit Schnurösen. Ferner Spinnwirtel, Stein- und Knochengeräte, Scherben mit Notenkopfverzierung (Linienbandkeramik), ein Tonlöffel (evtl. Lengyelkultur) und Nachweise der frühen Bronzezeit (z. B. Litzenkeramik) sowie ein kupferner Ösenhalsring. Ein Follisteilstück des Kaisers Gratian (359–383) aus römischer Zeit stellt einen Schlusspunkt dar.
Auf dem Rauhenecker Plateau liegt im Bereich der Hildegardenruhe eine ausgedehnte umwallte Höhensiedlung der Hallstattkultur. Die Höhle wurde 1973 zum Naturdenkmal erklärt und wird auch zum Bouldern genutzt.